# Noctuelle porphyre
Lycophotia porphyrea
Espèce
La Noctuelle porphyre (Lycophotia porphyrea) est une espèce de papillons de la famille des Noctuidae.